# The Flintstones: King Rock Treasure Island
The Flintstones: King Rock Treasure Island est un jeu vidéo de plates-formes développé et édité par Taito en 1993 sur Game Boy. Il s'agit d'une adaptation de La Famille Pierrafeu.